# Codessoso (Boticas)
Codessoso – parafia (freguesia)  w gminie Boticas, w Portugalii. Według danych na rok 2011 parafię zamieszkiwały 132 osoby, a gęstość zaludnienia wyniosła 15,6 os./km².

## Klimat
Średnia temperatura wynosi 13 °C. Najcieplejszym miesiącem jest sierpień (24 °C), a najzimniejszym styczeń (4 °C). Średnia suma opadów wynosi 1181 milimetrów rocznie. Najbardziej wilgotnym miesiącem jest styczeń (169 milimetrów opadów), a najbardziej suchym jest sierpień (15 milimetrów opadów).